# Isakas Anolikas
Isakas Anolikas (Šiauliai 1903- Fort novè (Kaunas) 1943) va ser un ciclista lituà d'origen jueu lituà. Anolikas formava part del Macabi Sport Club, fundat el 1920.
Va representar a Lituània en els Jocs Olímpics d'Estiu de 1924 a París i en el Jocs Olímpics d'Estiu de 1928 a Amsterdam. Les dues vegades no va acabar la prova contrarellotge individual de 188 quilòmetres a causa d'errors tècnics. Anolikas va ser campió lituà el 1925, el 1926 va guanyar la cursa individual de 10 km i el mateix any va guanyar l'or en equip en cursa de 70 km.
Va morir durant l'Holocaust l'any 1943: va ser afusellat al Fort novè de Kaunas.